# Нью-Инн (Типперэри)
Нью-Инн (англ. New Inn; ирл. Loch Cheann) — деревня в Ирландии, находится в графстве Южный Типперэри (провинция Манстер). Население — приблизительно 150 человек.

## Этимология
Легенда гласит, что ирландское название местности («озеро голов») возникло после того, как в тех местах прошло крупное сражение, и головы проигравших были разбиты и сброшены в озеро.

## Галерея

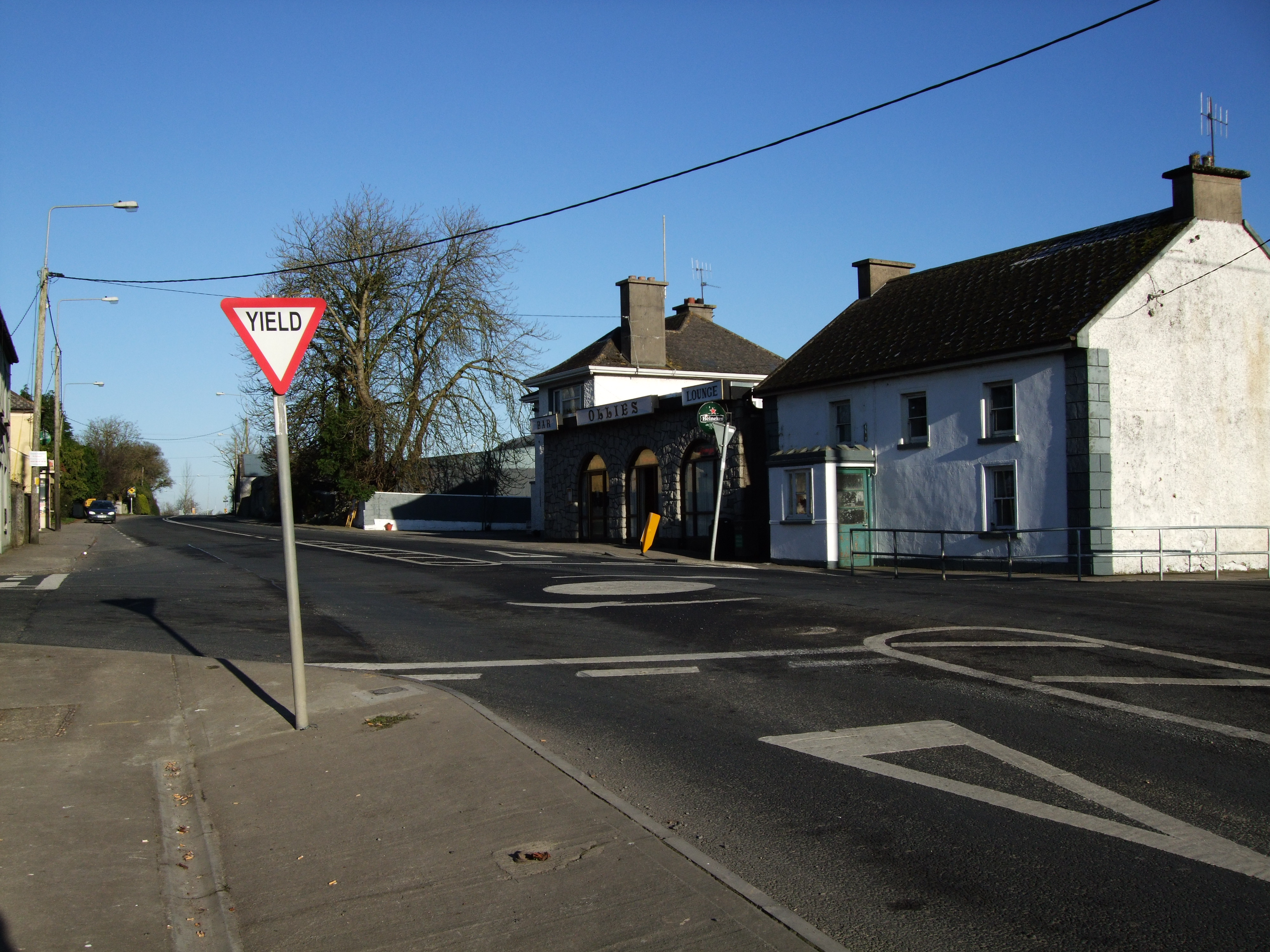
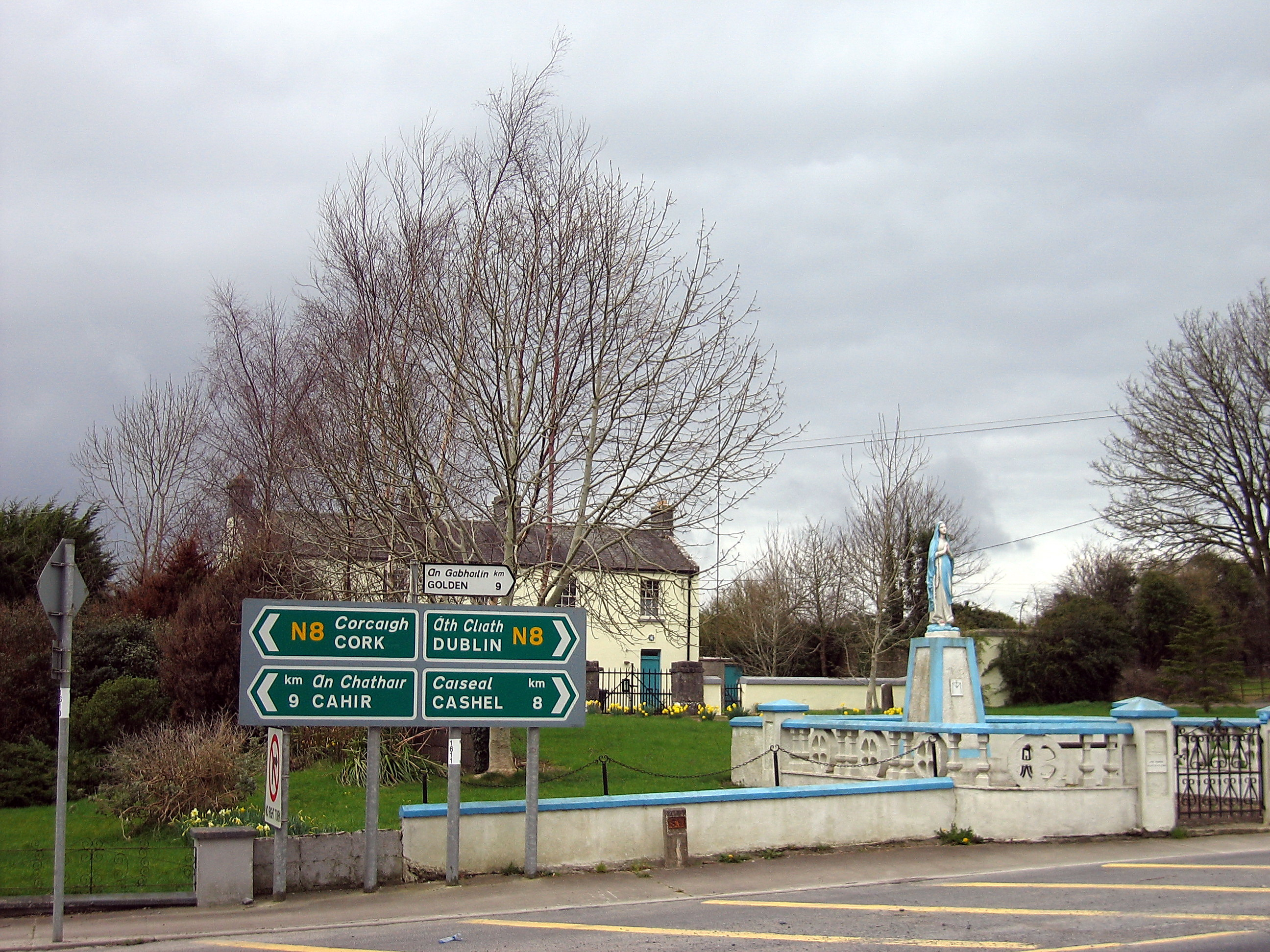
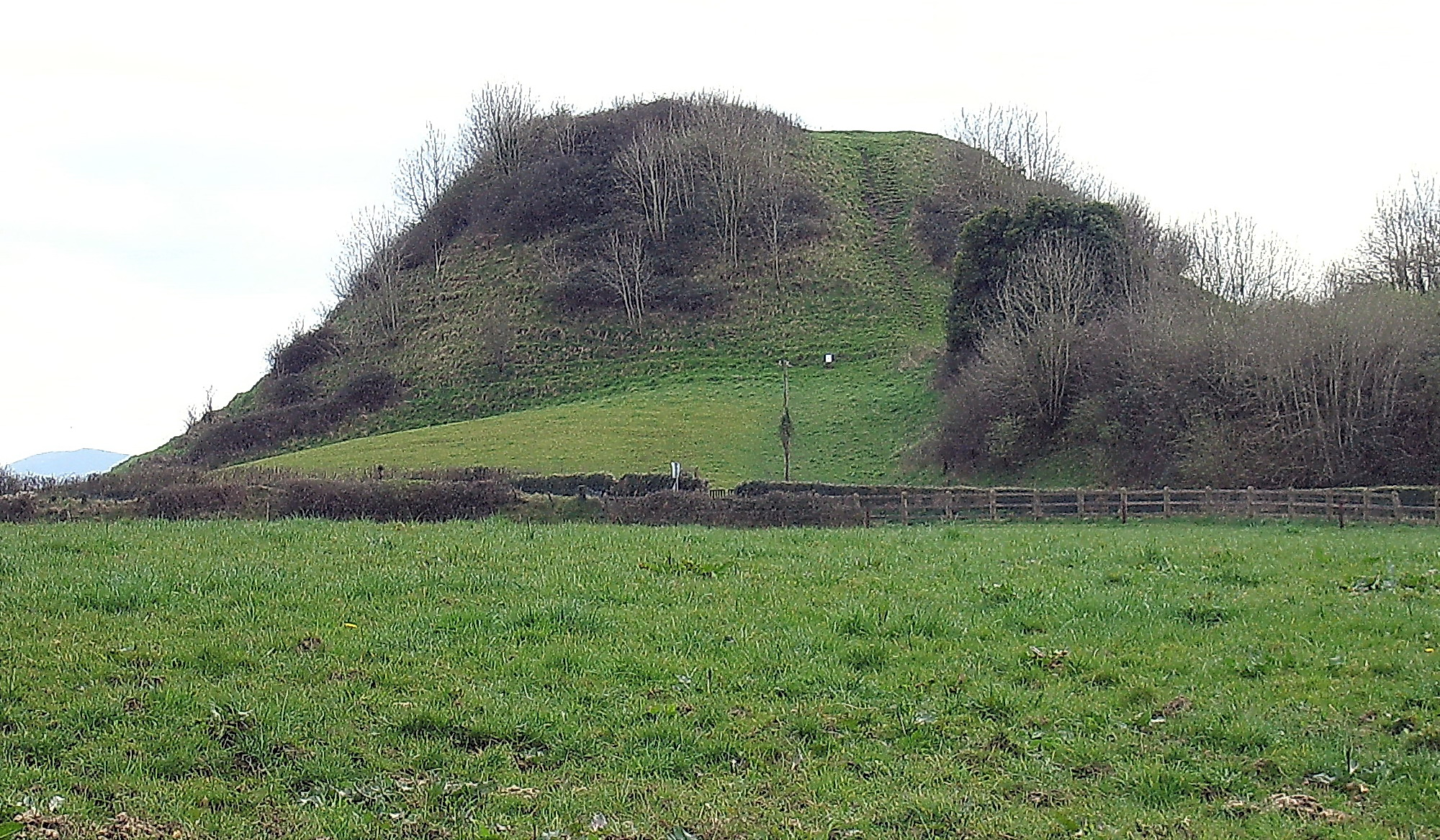